# Pierre Danès de Montardat
Pierre Danès de Montardat, comte, né à Lavit-de-Lomagne en 1748, mort à Saint-Germain-en-Laye le 15 septembre 1829, est un aristocrate, officier, émigré, chef chouan pendant la Révolution française et homme politique français du XIXe siècle.

## Biographie
Fils de Jean de Montardat et de Françoise d'Escrimes.
Sous l'ancien régime, il fut garde du corps du comte d'Artois, il aurait fait « preuve de courage pendant les journées d'octobre 1789 ».
À la Révolution, il émigre et passe à l'armée de Condé, puis de retour en France, il fut colonel de cavalerie à l'armée de Châtillon pendant la troisième chouannerie en 1799-1800.
Le 3 janvier 1801, malgré ses convictions royaliste, il épouse Marie-Euphémie-Désirée Tascher de la Pagerie marquise de Beauharnais, la tante de Joséphine de Beauharnais impératrice de France,,.
Il fut un proche du comte de Maubreuil et du duc de Berry.

## Mandats électoraux
Maire de la ville de Saint-Germain-en-Laye de 1813 à 1826, sauf en 1814-1815 pendant les Cents-jours,,, dans cette ville une rue porte son nom. Il repose à l'ancien cimetière de Saint-germain.

## Décoration
- Chevalier de l'Ordre royale et militaire de Saint-Louis[9],[11],[12].

## Sources et références
1. ↑  Arjuzon, Caroline d' (1861-1918), Madame Louis Bonaparte, C. Lévy (Paris), 1901 (lire en ligne), p. 129
2. ↑  Masson, Frédéric (1847-1923)., L'affaire Maubreuil, P. Ollendorff (Paris) (lire en ligne), p. 84
3. ↑  « L’Impératrice Joséphine a un catarrhe. »
4. ↑  François Boulet, Leçon d'histoire de France : Saint-Germain-en-Laye : des antiquités ... (lire en ligne)
5. ↑  Ernest Daniel et Hippolyte Daniel, Biographie des hommes remarquables du département de Seine-et-Oise,, 1832 (lire en ligne), p. 138
6. ↑  Comte de Broqua, « La naissance de Louis XIV », L'Action française,‎ 2 août 1938, p. 4 (lire en ligne)
7. ↑  « Histoire de Saint-Germain-en-Laye - Chronologie »
8. ↑  « Les maires de Saint-Germain-en-Laye »
9. 1 2  J. Dulon, Les maires de Saint-Germain en Laye, Impr. de G. Camproger (Paris), 1896 (lire en ligne), NP, 40 a 44
10. ↑  J. Dulon, Capitaines et gouverneurs, maîtrise et gruerie : Saint-Germain-en-Laye (Seine-et-Oise), armoiries de Saint-Germain-en-Laye, C. Lévêque (Saint-Germain-en-Laye), 1899 (lire en ligne)
11. ↑  « nécrologie », Le Constitutionnel : journal du commerce, politique et littéraire,‎ 18 septembre 1829 (lire en ligne)
12. ↑  Une Société de gens de lettres et de savants., Biographie des hommes vivants ou histoire par ordre alphabétique de la vie publique de tous les hommes qui se sont fait remarquer par leurs actions ou leurs écrits, Michaud (Paris), 1816-1819 (lire en ligne), p. 300